# Степанов, Борис Степанович
Бори́с Степа́нович Степа́нов (15 июля 1906 — 27 сентября 1973) — деятель советской военной юстиции, генерал-майор юстиции, участник советско-финской и Великой Отечественной войн.

## Биография
Борис Степанович Степанов родился 15 июля 1906 года в городе Санкт-Петербурге. В 1928 году окончил советско-партийную школу в Новгороде, после чего поступил на службу в Рабоче-Крестьянскую Красную Армию. Прошёл путь от обычного красноармейца до секретаря партбюро отдельного артиллерийского дивизиона Отдельной Краснознамённой Дальневосточной армии. В 1938 году окончил военно-морской факультет Военно-политической академии имени В. И. Ленина. Участвовал в советско-финской войне, будучи членом коллегии Военного трибунала Балтийского флота. С августа 1940 года являлся председателем Военного трибунала Кронштадтской военно-морской базы. В этой должности встретил начало Великой Отечественной войны.
Во время Великой Отечественной войны первоначально продолжал возглавлять трибунал Кронштадтской базы, а в сентябре 1942 года занял должность заместителя председателя Военного трибунала Балтийского флота. Проводил большую работу по борьбе с проявлениями паникёрства, хищений, дезертирства, дезорганизации воинской дисциплины. Уже за первые шестнадцать месяцев через руки Степанова прошло более 1200 дел с более чем 1500 обвиняемыми. По службе неоднократно выезжал в районы боевых действий, попадая при этом под вражеские авиационные налёты и артиллерийские обстрелы.
После окончания войны продолжал службу в Военно-морском флоте СССР. Был заместителем председателя, председателем Военного трибунала Северного флота. В 1947 году окончил Всесоюзный заочный юридический институт. С сентября 1948 года жил в Москве, в течение двух лет возглавлял Управление военных трибуналов Военно-морских сил СССР, затем ещё три года — Управление военно-морских трибуналов Москвы. В 1954—1955 годах был председателем Военного трибунала Военно-морского флота СССР. В апреле 1957 года был уволен в запас. Умер 27 сентября 1973 года, похоронен на Химкинском кладбище Москвы.

## Награды
- Орден Ленина (3 ноября 1953 года);
- Орден Красного Знамени (20 июня 1949 года);
- Орден Отечественной войны 1-й степени (30 апреля 1945 года);
- 2 ордена Красной Звезды (26 июня 1943 года, 3 ноября 1944 года);
- Медаль «За оборону Ленинграда» и другие медали.